# Yzerfontein
Yzerfontein è una località costiera sudafricana situata lungo la costa atlantica nella provincia del Capo Occidentale, non lontano da Città del Capo.